# Gemeentelijke herindelingsverkiezingen in Nederland 1966
Gemeentelijke herindelingsverkiezingen in Nederland 1966 geeft informatie over tussentijdse verkiezingen voor een gemeenteraad in Nederland die gehouden werden in 1966.
De verkiezingen werden gehouden in 26 gemeenten die betrokken waren bij een herindelingsoperatie.

## Verkiezingen op 16 maart 1966
- de gemeenten Hekelingen en Spijkenisse: opheffing van Hekelingen en toevoeging van het grondgebied aan Spijkenisse.[2]

Door deze herindeling daalde het aantal gemeenten in Nederland per 1 mei 1966 van 957 naar 956.

## Verkiezingen op 1 juni 1966
- de gemeenten Domburg en Oostkapelle: samenvoeging tot een nieuwe gemeente Domburg;[3]
- de gemeenten Aagtekerke, Grijpskerke en Meliskerke: samenvoeging tot een nieuwe gemeente Mariekerke;[3]
- de gemeenten Biggekerke, Koudekerke en Zoutelande: samenvoeging tot een nieuwe gemeente Valkenisse;[3]
- de gemeenten Serooskerke, Veere en Vrouwenpolder: samenvoeging tot een nieuwe gemeente Veere;[3]
- de gemeenten Middelburg, Nieuw- en Sint Joosland en Sint Laurens: opheffing van Nieuw- en Sint Joosland en Sint Laurens en toevoeging van het grondgebied aan Middelburg;[3]
- de gemeenten Oost- en West-Souburg, Ritthem en Vlissingen: opheffing van Oost- en West-Souburg en Ritthem en toevoeging van het grondgebied aan Vlissingen.[3]

Door deze herindelingen daalde het aantal gemeenten in Nederland per 1 juli 1966 van 956 naar 945.

## Verkiezingen op 16 juni 1966
- de gemeenten Ankeveen, 's-Graveland en Kortenhoef: samenvoeging tot een nieuwe gemeente 's-Graveland;[4]
- de gemeenten Weesp en Weesperkarspel: opheffing van Weesperkarspel en verdeling van het grondgebied over Amsterdam, 's-Graveland en Weesp;[4][5]
- de gemeenten Landsmeer en Oostzaan: grenswijziging tussen Amsterdam, Landsmeer en Oostzaan.[6]

Door deze herindelingen daalde het aantal gemeenten in Nederland per 1 augustus 1966 van 945 naar 942.
In deze gemeenten zijn de reguliere gemeenteraadsverkiezingen van 1 juni 1966 niet gehouden.